# Богуславка (Брестская область)
Богуславка (бел. Багусла́ўка) — деревня в Малоритском районе Брестской области Беларуси. Входит в состав Гвозницкого сельсовета.

## География
Пролегает дорога Н-750.
Ближайшие населённые пункты Галевка, Гвозница, Хмелевка и др.

## История
В 1905 году в Олтушской волости Брестского уезда Гродненской губернии.

## Население

### Численность
- 2019 год — 20 жителей

### Динамика
- 1999 год — 91 жителей (перепись населения)
- 2009 год — 51 жителей (перепись населения)[2]
- 2019 год — 20 жителей (перепись населения)

## Достопримечательность
- Валун «Большой камень «Питемский» — геологический памятник природы республиканского значения. Расположен в 2,5 км на юго-запад от д. Богуславка, в 5 км от аг. Гвозница, 15 км на запад от Малорита, около бывшего хутора Питемский. Охранный статус присвоен в 1997 году.